# Bostrycharia cuprea
Bostrycharia cuprea là một loài bướm đêm trong họ Erebidae.